# Бабарико, Виктор Дмитриевич
Ви́ктор Дми́триевич Бабари́ко (бел. Віктар Дзмітрыевіч Бабарыка; род. 9 ноября 1963 года, Минск) — белорусский банкир, общественный и политический деятель, лидер незарегистрированной партии «Разам», в 2020 году выдвигавший свою кандидатуру на пост президента Республики Беларусь, политический заключённый, меценат. 6 июля 2021 года по обвинению в получении взяток в особо крупном размере Верховным судом Республики Беларусь был приговорён к 14 годам лишения свободы.

## Биография
Виктор Дмитриевич Бабарико родился 9 ноября 1963 года в Минске. В 1981 году окончил среднюю школу № 92 Минска.
В 1988 году окончил механико-математический факультет Белорусского государственного университета. На четвёртом курсе был исключён из комсомола и университета, затем восстановился на четвёртый курс.
В 1995 году окончил Академию управления при Кабинете министров Республики Беларусь.
В 2000 году окончил магистратуру Белорусского государственного экономического университета.
Трудовую деятельность начинал в НПО порошковой металлургии, откуда ушёл в 1995 году с должности начальника отдела внешнеэкономических связей.
С июня 1995 года начал работу в банке «Олимп», который в 1997 году был преобразован в «Белгазпромбанк». В июле 2000 года стал председателем правления «Белгазпромбанка». В этой должности проработал до 12 мая 2020 года.

## Деятельность
В 2008 году учредил международный благотворительный фонд помощи детям «Шанс». Фонд оказывает благотворительную помощь в оплате лечения больных детей. В 2018 году по инициативе Виктора Бабарико «Белгазпромбанк» (во владении «Газпром» и «Газпромбанк») профинансировал издание 15 000 экземпляров пятитомника Светланы Алексиевич для передачи их в дар белорусским библиотекам. Также при его содействии в Беларусь был возвращён подлинник Библии Франциска Скорины, картины Марка Шагала, Хаима Сутина, Леона Бакста. Инициатор создания культурного арт-пространства «Ок16», занимающегося музейно-выставочной и театрально-сценической деятельностью.
29 марта 2021 года штаб Бабарико заявил о создании партии «Вместе».

## Кандидат в президенты
8 мая 2020 года Палата представителей Национального собрания назначила на 9 августа дату проведения выборов президента Республики Беларусь. 12 мая Виктор Бабарико выдвинул свою кандидатуру и 20 мая зарегистрировал вторую по размеру инициативную группу в 8904 человека.
Кандидатуру Бабарико публично поддержали известные белорусские деятели культуры: нобелевский лауреат Светлана Алексиевич (29 мая), режиссёр Андрей Курейчик. 17 июня философ и методолог Владимир Мацкевич, являющийся активным сторонником бойкота выборов, поставил подпись за выдвижение Виктора Бабарико в кандидаты в президенты в знак солидарности со всеми, кто подвергся преследованиям в ходе избирательной кампании, и в качестве призыва объединиться противникам режима Александра Лукашенко вокруг персоны Виктора Бабарико, ставшего фактическим лидером белорусской оппозиции. Также в поддержку Бабарико высказались два бывших кандидата в президенты на выборах 2010 года: 13 июня его поддержал Владимир Некляев, 15 июня — Андрей Санников.
На конец мая интернет-опросы отдавали Виктору Бабарико первое место с более чем 50 % голосов. На фоне такой социологии власти приравняли голосования на сайтах к общенациональным репрезентативным опросам, для которых нужна аккредитация, которой нет ни у одного СМИ; электоральные рейтинги политиков не публикуются в стране с 2016 года.
31 мая Виктор Бабарико представил «Декларацию о честных выборах».
Для регистрации кандидата по белорусским законам необходимо предоставить 100 тысяч подписей в его поддержку — инициативная группа собрала их к 6 июня. 9 июня Бабарико побил рекорд Зенона Позняка, собрав более 230 тысяч подписей за своё выдвижение. К 19 июня штаб кандидата сообщал о собранных 425 тысячах подписей.
17 июня счёт избирательного фонда Виктора Бабарико в АСБ «Беларусбанк» был заблокирован. По данным штаба, там оказались заблокированы более 100 тысяч белорусских рублей (эквивалентно примерно 42 тысячам долларов США).
20 июня штаб Бабарико подал в ЦИК Беларуси весь пакет документов для регистрации кандидата, в том числе необходимое количество подписей.
14 июля 2020 года ЦИК отказал Бабарико в регистрации кандидатом на том основании, что «в декларации не отражены находящиеся в его [Бабарико] фактической собственности и пользовании материальные средства и недвижимое имущество, а также доходы от деятельности ряда подконтрольных ему белорусских коммерческих структур». Участники кампании заявляли, что председатель ЦИК Беларуси Лидия Ермошина приняла сторону следствия без решения суда и таким образом демонстративно нарушила Конституцию.
14 июня 2020 записал видеообращение о создании политической партии «Вместе», которое было опубликовано 31 августа.
16 июля 2020 года произошла встреча представителей штабов Светланы Тихановской, Виктора Бабарико и Валерия Цепкало. В результате была достигнута договорённость, что единым кандидатом от незарегистрированных политиков будет Светлана Тихановская, и в случае её избрания будут назначены повторные выборы, в которых смогут участвовать альтернативные кандидаты, которые на данный момент находятся в СИЗО.

### Предвыборный штаб Виктора Бабарико
- Эдуард Бабарико, сын, бизнесмен, глава предвыборного штаба[37], задержан 18 июня,
- Мария Колесникова, арт-директор культурного хаба (центра) «Ок16»[38], задержана 7 сентября[39],
- Максим Знак, адвокат[40], задержан 9 сентября[41]
- Илья Салей, адвокат[42], задержан 9 сентября,
- Иван Кравцов, архитектор, менеджер[43], похищен 7 сентября, покинул страну 8 сентября.

#### участники избирательной кампании, не являвшиеся членами штаба
- Юрий Воскресенский, бывший депутат Мингорсовета, предприниматель, руководил сбором подписей в Первомайском районе Минска, задержан 12 августа[44][45]. Находясь в заключении, дал несколько интервью государствеенным СМИ, в которых призвал «встать на защиту государства», назвал свое участие в предвыборной кампании «участием в мятеже», заявил что жалеет об этом и хочет домой к семье и детям[46][47]. 10 октября был одним из арестованных оппозиционеров, с которыми в СИЗО встречался Лукашенко[48][49]. 11 октября отпущен под домашний арест[50][51]. После освобождения сделал заявление: «По итогу встречи с президентом мне поручено приступить к подготовке альтернативных предложений по изменению Конституции, также предложено подготовить свои мысли по поводу дальнейших шагов со стороны власти по освобождению ряда лиц, которые не так общественно опасны для нашей страны, как казались на первом этапе»[52].

## Уголовное дело
11 июня 2020 года в «Белгазпромбанке» (во владении «Газпром» и «Газпромбанк») начались обыски. Задержали трёх членов инициативной группы Бабарико, в том числе координатора по Могилёвской области Владимира Дударева — бывшего вице-мэра Могилёва. 12 июня КГК сообщил о задержании 15 бывших и действующих сотрудников «Белгазпромбанка». Департаментом финансовых расследований (ДФР) Комитета государственного контроля возбуждено уголовное дело по ч. 2 ст. 243 «Уклонение от уплаты налогов и сборов в особо крупном размере» и по ч. 2 ст. 235 «Легализация средств, полученных преступным путем, в особо крупном размере». Виктор Бабарико сначала не имел процессуального статуса в рамках открытого уголовного дела, однако председатель Комитета госконтроля Иван Тертель сообщил, что у следствия есть «убедительные доказательства причастности Бабарико к противоправной деятельности», и что «большинство задержанных сотрудничает со следствием, даёт признательные показания». Сам Бабарико заявил, что «прямого компромата» на него нет и что уголовное дело имеет сугубо политический подтекст — это же косвенно подтвердил сам Александр Лукашенко, сообщив, что «поручил Комитету госконтроля провести проверку работы Белгазпромбанка». Юристы общественной организации «Правовая инициатива» заявили, что заявления главы КГК, президента и его пресс-секретаря о причастности к преступлениям Виктора Бабарико и виновности задержанных по делу Белгазпромбанка недопустимы и грубо нарушают права человека.
18 июня 2020 года Виктора Бабарико и его сына, главу инициативной группы Эдуарда задержали, позже стало известно, что Виктор Бабарико арестован и направлен в СИЗО КГБ. Ключевое обвинение — за несколько лет со счетов Белгазпромбанка в Латвию было выведено более 430 млн долларов, а Бабарико был непосредственным организатором и руководителем «противоправной деятельности». С 19 июня расследование по уголовному делу ведёт КГБ, так как действия его фигурантов создали «реальную угрозу интересам национальной безопасности». 20 июня Виктору Бабарико предъявили обвинение, 21 июня обвинение предъявили Эдуарду. В обоих случаях статьи не разглашаются. Оба заключены под стражу в СИЗО КГБ. Объясняя арест Бабарико, глава Комитета госконтроля Иван Тертель заявил, что за банкиром стояли «большие начальники в „Газпроме“, а может быть, и выше».
Задержание и недопуск до выборов Виктора Бабарико вызвали недовольство у людей, и они стали выходить на протесты за его освобождение
29 июня 2020 года правозащитная организация Amnesty International признала Виктора и Эдуарда Бабарико, а также нескольких других арестованных оппонентов Лукашенко узниками совести.
2 июля 2020 года стало известно, что Виктора Бабарико обвиняют по ч. 2 ст. 243 (уклонение от уплаты налогов в особо крупном размере), ч. 2 ст. 235 (легализация средств, полученных преступным путём, в особо крупном размере) и ч. 2 ст. 431 (дача взятки повторно либо в крупном размере) УК Беларуси. 3 июля Минский городской суд в закрытом режиме рассмотрел и отклонил жалобу Виктора Бабарико на решение суда Центрального района оставить его под стражей.
24 июля 2020 года генеральная прокуратура переквалифицировала одно из обвинений. По данным следствия, «действия Бабарико В. Д. по получению от представителей коммерческих структур незаконных денежных вознаграждений в общей сумме более 28 млн руб. и их распределению среди руководства ОАО „Белгазпромбанк“ <...> переквалифицированы с ч. 2 ст. 431 на ч. 3 ст. 430 УК как принятие должностным лицом для себя материальных ценностей в особо крупном размере в составе организованной группы». Обвинение по этой статье предусматривает наказание в виде лишения свободы на срок от пяти до пятнадцати лет со штрафом и с лишением права занимать определённые должности или заниматься определённой деятельностью.
10 октября в СИЗО КГБ Александр Лукашенко, с целью организации диалога с оппозицией, встречался с Виктором Бабарико и другими политическими заключёнными. В ноябре 2020 года КГБ Беларуси объявил о завершении предварительного расследования уголовного дела в отношении топ-менеджеров «Белгазпромбанка». Виктору Бабарико предъявлено обвинение в получении взяток организованной группой в особо крупном размере, «а также в легализации („отмывании“) средств, полученных преступным путем в особо крупном размере».
6 июля 2021 года Виктор Бабарико был приговорен к 14 годам лишения свободы с отбыванием в исправительной колонии в условиях усиленного режима со штрафом в размере 5 тыс. базовых величин, с лишением права занимать должности, связанные с выполнением организационно-распорядительных и административно-хозяйственных обязанностей на срок пять лет.
Дело рассматривалось Верховным судом. Судебное разбирательство было открытым.
В апреле 2023 года Бабарико был госпитализирован. По некоторым данным, его избили.
31 октября 2023 года комитет по правам человека ООН признал нарушение права Виктора Бабарико на свободу, которое гарантировано статьей 9 Международного пакта о гражданских и политических правах.

## Политические взгляды
Бабарико поддерживает белорусский политический нейтралитет и поэтому выступает за выход Беларуси из ОДКБ. Позиционирует себя как либерал, выступая за ограничение президентских полномочий двумя сроками подряд.
Убеждённый противник смертной казни. Считает, что необходимо провести референдум об отмене смертной казни в Беларуси.

## Семья
Жена Марина, возглавляла попечительский совет фонда «Шанс», погибла 15 августа 2017 года на Мадейре во время дайвинга. Дети:
- сын Эдуард (род. 22 января 1990), бизнесмен, основатель краудфандинговой площадки «Улей»[84], сооснователь площадки «MolaMola»[85].
- дочь Мария, живёт в Австралии[86].

## Награды и премии
- Благодарность Президента Республики Беларусь (2002)[87].
- Диплом Комиссии Республики Беларусь по делам ЮНЕСКО «за большой вклад в развитие интернациональных культурных связей» (2008)[88].
- Почётное звание «Меценат культуры Беларуси» (2014)[89].
- Лучший управляющий (2016)[90].
- Топ-менеджер по версии банковской премии «Банк года» (2018)[91].